# انتشارات روزنه
انتشارات روزنه ناشر فعال ایرانی است که در سال ۱۳۷۰ توسط سید علیرضا بهشتی شیرازی، از مشاوران میرحسین موسوی، تأسیس شد.
کتاب‌های صادق زیباکلام، حسین الهی قمشه‌ای و مجموعه طراحی‌های بزرگمهر حسین‌پور را این انتشارات  منتشر می‌کند.
مجموعهٔ آثار تالکین نیز اولین بار در ایران توسط انتشارات روزنه به چاپ رسیده‌است. از دیگر کتابهای این نشر می‌توان به این موارد اشاره کرد:
- کارنامه دولت جنگ، سید علیرضا حسینی بهشتی و عباس ملکی
- از کرونا و دیگر شیاطین، محمد علی ابطحی
- خاک طلا، ترجمه حمیدرضا مهاجرانی
- دموکراتیک سازی، توسعه و دولت پدرسالار، اریک بود، ترجمه سید احمد موثقی

## بسته شدن غرفه انتشارات روزنه در نمایشگاه کتاب تهران ۱۴۰۲
غرفه این انتشارات در روز اول نمایشگاه بین‌المللی کتاب ۱۴۰۲ تهران بسته شد. کارکنان این انتشارات نوشتند: «شروع و پایان نمایشگاه کتاب برای‎ نشر روزنه یک روز بیشتر طول نکشید. مسئولین نمایشگاه کتاب تهران بدون ذکر دلیلی مشخص دستور به بسته شدن غرفه نشر دادند. هنوز دلیل این اقدام برای خود ما نیز مشخص نیست.» پیش از این، علیرضا بهشتی شیرازی مدیر انتشارات روزنه، بامداد سه شنبه پنجم اردیبهشت توسط ماموران امنیتی بازداشت و به زندان اوین منتقل شده بود.